# Российская академия естественных наук
Общероссийская общественная организация «Российская академия естественных наук» (РАЕН) — российская общественная организация, созданная 31 августа 1990 года в СССР. 
Общественная организация «Российская академия естественных наук» не имеет отношения к Российской академии наук и критикуется научной общественностью за то, что некоторые её члены — лица, далёкие от науки, не имеющие должного образования и признанных научных работ.
В настоящий момент[уточнить] РАЕН включает 24 центральные секции, более 100 региональных и тематических отделений, исследовательских центров, объединённых в восемь блоков, работающих по соответствующим направлениям. В 1997 году был создан армянский филиал РАЕН.
Гербовое изображение организации содержит портрет российского и советского учёного В. И. Вернадского.
Высшим руководящим органом Академии является Конференция. Президент — Олег Леонидович Кузнецов.

## История
Российская Академия естественных наук создана Учредительным съездом 31 августа 1990 года в Москве как междисциплинарная научная организация. Организатором и первым президентом РАЕН в 1990—1992 годах был Дмитрий Андреевич Минеев. Как отмечал член Комиссии РАН по борьбе со лженаукой и научный журналист Александр Сергеев: «РАЕН создавалась в период распада СССР и была первой заметной негосударственной академией».
В июле 2002 года Общественной организации «Российская академия естественных наук» присвоен статус неправительственной организации с консультативным статусом при ЭКОСОС ООН. Данный статус предполагает доступ к документам ООН и участие в конференциях и консультациях, проводимых ЭКОСОС, но «не означает включение её в систему ООН и не даёт такой организации или её сотрудникам права на какие-либо привилегии, иммунитеты или особый статус».
К 2003 году списочный состав членов организации — около 4000 человек.
Главный печатный орган РАЕН — «Вестник Российской академии естественных наук». Это издание под № 107 входит в список журналов ВАК с указанием импакт-фактора Российского индекса научного цитирования. Журнал зарегистрирован в Министерстве РФ по делам печати, телерадиовещания и средств массовых коммуникаций и с 2001 года издаётся четыре раза в год тиражом 1000 экземпляров.

## Критика
Ряд академиков и сотрудников РАН, среди которых Ю. Н. Ефремов, Ю. С. Осипов и В. Л. Гинзбург, критикуют РАЕН за то, что некоторые её члены — лица, далёкие от науки, не имеющие должного образования и признанных научных работ. В частности, академик РАН Э. П. Кругляков отмечает:

Эта академия печально известна тем, что в ней, помимо действительно заслуженных и уважаемых учёных, имеются и проходимцы.
Нобелевский лауреат по физике, академик РАН В. Л. Гинзбург считал:

Российская академия естественных наук — это же сплошная липа, это добровольная организация, куда идут те, кого не выбрали в РАН или другие настоящие академии.
РАЕН критикуется за продажу членства в своей академии без должной проверки знаний.
Михаил Гельфанд в 2017 году отмечал, что РАЕН «изначально создавалась очень сильными учёными и на хорошей основе и потом выродилась во что-то ужасное».

### Прочие факты
Экс-президент РАН Ю. С. Осипов отмечал:

Ещё год назад Президиум РАН призывал своих членов, состоящих в сомнительных академиях, «выйти» из них. Многие этого не сделали. И теперь кто проповедует торсионные поля? Российская академия естественных наук!
Физик-теоретик, академик РАН Е. П. Велихов отклонил приглашение баллотироваться в РАЕН до того, как эта академия официально не ответит на вопрос: считает ли РАЕН допустимым поддерживать учёных, предлагающих извлекать энергию из вакуума? По утверждению академика РАН Э. П. Круглякова, ответа не последовало.
В январе 2006 года вице-президент РАЕН А. В. Лагуткин вручил вице-премьеру правительства Чеченской Республики (впоследствии президенту Чечни) Р. А. Кадырову диплом почётного члена академии. Лагуткин специально приехал в Гудермес, чтобы поздравить Кадырова с присвоением звания члена РАЕН (академика) и вручить ему памятный серебряный знак. В своём интервью журналу Esquire ныне покойный академик РАН, Нобелевский лауреат по физике В. Л. Гинзбург дал такой комментарий: «Когда Рамзану Кадырову жалуют титул академика РАЕН — мне смешно и грустно. Какой из него академик?»
В выступлении на радио «Эхо Москвы» С. П. Капица так прокомментировал принятие Р. А. Кадырова в РАЕН: 

Я возражал против этого дела самым решительным образом, у меня был разговор с президентом президиума Академии, они мою точку зрения знают, я её не скрывал, у меня даже было желание выйти вон из этой Академии, но я считал, что лучше всё-таки быть и бороться с такими вещами внутри Академии, чем изображать из себя чистюлю и не связываться с этим делом. Но я своей точки зрения не скрываю. Единственное, что могу сказать, что президент мне сказал, что он под большим давлением принял это решение.
В 1995 году создатель соционики Аушра Аугустинавичюте была награждена дипломом РАЕН об открытии и медалью имени Петра Капицы.
В 2006 году медалью РАЕН «За выдающиеся научные достижения в области ноосферных технологий» был награждён скандально известный российский писатель и публицист Николай Левашов.
В состав РАЕН входит автономная некоммерческая организация «Научно-исследовательский институт атеросклероза Российской академии естественных наук», критиковавшаяся в открытом письме Президенту РФ Д. А. Медведеву, которое подписали 540 учёных.
Диакон Андрей Кураев нашёл в действиях РАЕН поддержку католической пропаганды:

Когда в РАЕН было объявлено о создании богословской секции, я недоумевал: зачем «естественникам» теология? Но после ознакомления со списком тех, кому было даровано право подписываться впечатляющим титулом «академик», всё стало яснее. Это был умный шаг, усиливающий возможности католической пропаганды в России. В теологическую секцию РАЕН вошли только католики и филокатолики: Георгий Чистяков, Валентин Никитин и гораздо более мною уважаемый Ю. Шрейдер (более уважаемый прежде всего потому, что он, в отличие от своих сочленов, — открытый католик).

## Европейская академия естественных наук
Проектом РАЕН является Европейская академия естественных наук (ЕАЕН) — общественная организация, созданная в Ганновере (Германия) 17 декабря 2002 года, которая насчитывает 35 филиалов, в том числе в России.
ЕАЕН ежегодно проводит позиционируемые в качестве научных конференции, занимается издательской деятельностью, выдает дипломы и патенты. Значительная часть сотрудников этой организации подвергается критике со стороны авторитетных научных организаций, в частности, РАН, и причисляется к представителям неакадемических направлений, отвергаемых РАН.
Среди членов организации, в том числе и учредителей, значительную часть составляют сотрудники РАЕН.
Президент Академии — профессор В. Г. Тыминский, кандидат геолого-минералогических наук, доктор философии, соучредитель и один из организаторов РАЕН, Почётный главный учёный секретарь РАЕН, Президент Международного рыцарского союза (Германия), Почётный президент Международной академии авторов научных открытий и изобретений (Россия).
Вице-президент Академии по Германии — профессор Хельмут Хан, Президент Берлинского медицинского общества им. Р. Коха, директор Института иммунологии Берлинского университета.
Вице-президент по СНГ — профессор Р. Г. Мелик-Оганджанян, президент Армянского филиала РАЕН, Международной академии наук о природе и обществе (МАНПО) и МААНОИ, заместитель главного редактора журнала МАНПО «Альтернативная медицина» (Москва).